# NGC 3635
NGC 3635 (również PGC 34717) – galaktyka spiralna (Sbc), znajdująca się w gwiazdozbiorze Pucharu. Odkrył ją Francis Leavenworth 24 stycznia 1887 roku. Tworzy parę z galaktyką NGC 3634.